# Indische Badmintonmeisterschaft 1964/65
Die Indische Badmintonmeisterschaft der Saison 1964/65 fand in Neu-Delhi statt. Es war die 29. Austragung der nationalen Titelkämpfe im Badminton in Indien.

## Titelträger
| Disziplin    | Sieger                        |
| ------------ | ----------------------------- |
| Herreneinzel | Suresh Goel                   |
| Dameneinzel  | Meena Shah                    |
| Herrendoppel | Dipu Ghosh Raman Ghosh        |
| Damendoppel  | Meena Shah Sunila Apte        |
| Mixed        | Chandrakant Deoras Meena Shah |